# Anna Siegbahn
Anna Albertina Siegbahn, född Cedergren 3 augusti 1862 i Uppsala, död 27 oktober 1933 i Uppsala, var en svensk silhuettklippare.

## Biografi
Hon var dotter till rådmannen Israel Vilhelm Cedergren och Ulrika Catarina Egnell samt från 1906 gift med domkyrkokantorn Erik Clemens Leberecht Siegbahn. Hon började klippa silhuettbilder när hon var i 60-årsåldern och var 1930 representerad i utställningen Skuggbilder, bildklipp och silhuetter som visades på Liljevalchs konsthall i Stockholm. Hennes klipp består huvudsakligen av porträtt och bland annat klippte hon ett porträtt av ärkebiskop Nathan Söderblom 1924. Makarna Siegbahn är begravda på Uppsala gamla kyrkogård.